# Roots & Routes
『Roots＆Routes』（ルーツ・アンド・ルーツ）は、GOING UNDER GROUNDのアルバム。ポニーキャニオンより2012年11月14日発売。

## 概要
約1年半ぶりのメジャー9枚目（通算12枚目）のアルバム。当初2012年の初頭に完成し、春頃の発売を予定してリリースツアー日程を組んでいたが、メンバーの意向により作り直しを決定したことを2012年3月9日にオフィシャルサイト上で発表し、ツアーの内容を変更してツアーとアルバム制作を同時進行で行い、ツアー最終日である2012年6月30日のライブで収録曲を全曲を披露したあと、8月初旬にアルバム発売日がタイトル未定のまま発表され、アルバムタイトル、収録曲、仕切り直しのリリースツアー等の詳細は8月後半になってから発表された。
作り直しに至るには「いま自分たちがやりたいことはこれなのか？」という迷いがあったといい、収録予定曲の3分の2を入れ替え、コンセプトを新たに立てて制作が再開された。前記の通りアルバムタイトルは最後に発表されたが、「自分たちはどこから来て、どこへ行くのか」という思いを込めた本作タイトル自体は4月の段階でドラムスの河野丈洋の発案によって決まっていたという。本作は河野が手掛けた楽曲の割合がバンドの全作品の中でもっとも高く、ボーカルの松本素生によればこれは「できた曲を並べて、どれが必要か選んだらこうなった」ものであったという。
本作のリリースツアーとして予定されていたツアー「GOING UNDER GROUND TOUR 2012『WHEEL of FORTUNE』」は、上記のような経緯により、メンバーセレクトによるセットリストで行われたライブ「メンバーセレクトナイト」4本と、前年のツアー「Rollin' Rollin'」でも「セルフトリビュート」として行われた、インディーズ時代からの発表済みのほぼ全曲を発表年代ごとに分けて演奏する「フィーチャリング」ライブ8本、追加公演前のツアー最終日に本作収録曲を全曲披露する「全曲披露ナイト」1本を含む全15本のライブが2012年5月10日から6月30日にかけて行われた。
公演では「Roots」「スパイス」「my small town」の3曲のデモCD-Rが1曲入り3種類で作成され、公演ごとにランダムで1種類が来場者特典として配布されたが、本作には「Roots」のみが収録され、「スパイス（後にシングル「ならば青春の光」に収録）」「my small town（後にアルバム『ひとりぼっちになる日のために』に収録）」の収録は見送られた。
本作のリリースツアーは、本作発売後の2012年11月17日から翌2013年7月13日にかけて改めて「GOING UNDER GROUND TOUR 2013『Roots＆Routes』」と題し、地元桶川市の桶川市民ホールでの公演などホールライブ4本を含む全23公演が行われた。
ジャケットイラストを安西水丸が手がけている。

## 評価
次作『ひとりぼっちになる日のために』発売時の松本ヘのインタビューでは、松本自身は本作について「俺たちらしいアルバム」「4人で頑張って作ったんで、物凄く気に入ってました」と評価しつつ、周囲からは「GOINGらしくて良いね、という人もいればなんとなく迷走しているんじゃないか？っていう人も」と、賛否の反響が半々であったことを明かしている。

## 収録曲
| #         | タイトル                           | 作詞      | 作曲      | 時間  |
| --------- | ---------------------------------- | --------- | --------- | ----- |
| 1.        | 「1978」                           | -         | 河野丈洋  | 1:45  |
| 2.        | 「シナリオライター」               | 松本素生  | 松本素生  | 5:09  |
| 3.        | 「Breakthrough」                   | 河野丈洋  | 河野丈洋  | 2:49  |
| 4.        | 「Roots」                          | 松本素生  | 松本素生  | 4:13  |
| 5.        | 「1998～土曜日の夜と日曜日の朝～」 | 松本素生  | 松本素生  | 3:35  |
| 6.        | 「ナカザのディスコ★」              | 中澤寛規  | 河野丈洋  | 4:48  |
| 7.        | 「刹那」                           | 河野丈洋  | 河野丈洋  | 4:48  |
| 8.        | 「稲川くん」                       | 松本素生  | 松本素生  | 6:27  |
| 9.        | 「コーンフレークダイアリー」       | 松本素生  | 松本素生  | 4:32  |
| 10.       | 「１＋１」                         | 河野丈洋  | 河野丈洋  | 4:27  |
| 11.       | 「愛なんて」                       | 松本素生  | 松本素生  | 4:17  |
| 12.       | 「なんにもいらない」               | 河野丈洋  | 河野丈洋  | 4:09  |
| 13.       | 「9th Route」                      | 河野丈洋  | 河野丈洋  | 5:07  |
| 14.       | 「Shining」                        | 河野丈洋  | 河野丈洋  | 4:25  |
| 合計時間: | 合計時間:                          | 合計時間: | 合計時間: | 60:31 |

### 楽曲解説
1. 1978
インストゥルメンタル。
2. シナリオライター
3. Breakthrough
テレビ東京系アニメ『FAIRY TAIL』（第151話-第166話）オープニングテーマ。
4. Roots
上記の通りツアーでデモCD-Rが配布されていた3曲の中から唯一収録された。デモ音源にはなかったメロディーが追加されている。
5. 1998～土曜日の夜と日曜日の朝～
松本が1998年当時新宿LIQUIDROOMで行われていた田中宗一郎主催のクラブイベント「CLUB SNOOZER」に足繁く通って聴いていたバンドやミュージシャンの名前が歌詞中で列挙されている[5][7]。歌詞カードにある「サードアイランド」は「サードアイブラインド」の誤植である。正式なサブタイトルは「土曜日の夜と日曜日の朝」だが、歌詞カードの本曲のページでは「土曜の夜と日曜の朝」と誤植されているほか、公式サイト等でも一部「土曜日の夜、日曜日の朝」と誤記されている。
6. ナカザのディスコ★
編曲にRAM RIDERが参加している。本作完成後のリリースツアーよりオフィシャルグッズとして「ナカザのディスコ★専用ペンライト」が販売されていた。
7. 刹那
8. 稲川くん
前作『稲川くん』制作の際にすでに制作されていたが完成せず、本作に収録された。松本制作楽曲だがプロデュースは河野が手掛けている[1]。本作への収録に先駆け、2011年5月にリリースされたライブミニアルバム『びっ栗演奏会 2011.03.07 at 下北沢 風知空知』[注 2]にアコースティックライブ音源が収録されている。
レコーディングには栗コーダーカルテットのメンバーがリコーダーで参加している。
「稲川くん」は松本素生の小学校時代の同級生である[8]。
9. コーンフレークダイアリー
10. １＋１
11. 愛なんて
22ndシングル。映画『ハラがコレなんで』（石井裕也監督／2011年11月5日公開）主題歌。
12. なんにもいらない
13. 9th Route
松本、河野のツインボーカル曲。
14. Shining
JR東海「トーキョーブックマーク」テレビCMソング（2012年春）。2012年5月より各配信サイトで配信されていた楽曲であり、本作収録に先駆け、2012年5月10日にリリースされたライブアルバム『GOING CLASSICS live at HOKUTOPIA』[注 2]にアコースティックライブ音源が収録されている。

## 参加ミュージシャン
- ヒダカトオル – プロデュース（「1998」「コーンフレークダイアリー」「Shining」）
- HARCO – ピアノ、シンセサイザー（「シナリオライター」「Roots」「ナカザのディスコ★」「稲川くん」「１＋１」「愛なんて」「なんにもいらない」「9th Route」）
- 大久保敬 – キーボード等（「Shining」）
- 川口義之、関島岳郎（栗コーダーカルテット） – リコーダー（「稲川くん」）
- RAM RIDER – 編曲（「ナカザのディスコ★」）